# Дорошенко Руслан Алійович
Русла́н Алі́йович Дороше́нко (1988—2023) — український військовослужбовець, учасник російсько-української війни. Кавалер ордена «За мужність» III ступеня.

## Життєпис
Народився 30 жовтня 1988 року в селі Великий Самбір, закінчив місцеву школу — після чого навчався у вищому професійному училищі № 4, згодом у Глухівському національному педагогічному університеті імені Олександра Довженка.
У 2022 році поповнив лави Збройних Сил України. Сапер інженерно-саперного відділення 2-го інженерно-саперного взводу вч А4049.
Загинув 25 липня 2023 року в населеному пункті Терни Донецької області.
Без Руслана лишились дружина і син Матвій 2017 р.н.
Похований 28 липня 2023 року у Великому Самборі.

## Нагороди та вшанування
- Орден «За мужність» III ступеня[3].
- В селі Великий Самбір відкрито пам'ятний знак вісьмом загиблим землякам, серед яких Руслан Дорошенко[4].